# Slaven Bilić
Slaven Bilić (Split, Kroatië, 11 september 1968) is een Kroatisch voetbaltrainer en voormalig voetballer. Hij was een verdediger in de tijd van de 'gouden generatie' van Kroatië. Hij won in 1998 een bronzen medaille op het WK met het toenmalige team.

## Clubcarrière
Bilić begon zijn carrière in zijn geboortestad bij HNK Hajduk Split. Hij bleef daar zes seizoenen om vervolgens naar de Duitse club Karlsruher SC te gaan. Hij speelde er goed en werd opgemerkt door de coach van de Engelse club West Ham United, Harry Redknapp. In 1996 verliet hij de Duitse club om in de Premiership te gaan spelen. Hij wordt ook wel Harry's Boy (Harry's jongen) genoemd omdat Harry Redknapp er wel voor zorgde dat hij bekender werd. Door de goede wedstrijden die hij speelde werd hij voor veel geld verkocht aan een andere Engelse club uit de Premiership, Everton FC. In 1997, ruim een jaar nadat hij naar Engeland was gegaan.
Zijn carrière bij Everton liep een beetje op de klippen. Maar in 1998 hoorde hij bij het Kroatische team. De ploeg onder leiding van bondscoach Miroslav Blažević bereikte de halve finale van het WK, maar verloor daarin van gastland Frankrijk. Kroatië won vervolgens van Nederland in de troostfinale en eindigde zodoende op de derde plaats in de eindrangschikking.
Na het WK had Bilić veel last van blessures. Hij miste het eerste kwartaal van het seizoen. Hij keerde terug naar Everton uiteindelijk. Hij speelde goede wedstrijden, maar kon nooit echt van zijn blessures afkomen. Het kwam niet alleen door de blessures dat Bilić wedstrijden moest missen. Hij ging vaak een discussie aan met de scheidsrechter waarvoor hij nogal wat kaarten kreeg. Everton besloot hun contract te verbreken, waarna hij terugkeerde naar HNK Hajduk Split. Daar sloot hij zijn actieve loopbaan af in 2001.

## Trainerscarrière

### Jong Kroatië
Bilić coachte samen met Aljoša Asanović het Kroatisch nationaal voetbalteam onder de 21 voor vele jaren tijdens de kwalificatie van het EK onder de 21. Hun team kwam door de groepsfase, maar verloor hun volgende wedstrijd tegen Servië & Montenegro.

### Kroatië
Hij werd coach van het senioren nationaal voetbalteam van Kroatië op 25 juli 2006, nadat Zlatko Kranjčar werd ontslagen. Hij werd geassisteerd door Aljoša Asanović, Robert Prosinečki, Nikola Jurčević en Marijan Mrmić. Bilić deed het goed, hij zorgde er mede voor tijdens het EK 2008 kwalificatie wedstrijden de hoogste score ooit voor Kroatië neer te zetten. Met 7-0 versloeg de ploeg het nationale team van Andorra. Ook wist Kroatië te stunten door tweemaal van Engeland te winnen waardoor de Engelsen niet naar het EK gingen.
| Interlands Kroatië onder leiding van Slaven Bilić | Interlands Kroatië onder leiding van Slaven Bilić | Interlands Kroatië onder leiding van Slaven Bilić | Interlands Kroatië onder leiding van Slaven Bilić | Interlands Kroatië onder leiding van Slaven Bilić | Interlands Kroatië onder leiding van Slaven Bilić |
| №                                                 | Datum                                             | Wedstrijd                                         | Uitslag                                           | Competitie                                        |                                                   |
| ------------------------------------------------- | ------------------------------------------------- | ------------------------------------------------- | ------------------------------------------------- | ------------------------------------------------- | ------------------------------------------------- |
| 1                                                 | 16.08.2006                                        | Italië − Kroatië                                  | 0 − 2                                             | Vriendschappelijk                                 |                                                   |
| 2                                                 | 06.09.2006                                        | Rusland − Kroatië                                 | 0 − 0                                             | EK-kwalificatie                                   |                                                   |
| 3                                                 | 07.10.2006                                        | Kroatië − Andorra                                 | 7 − 0                                             | EK-kwalificatie                                   |                                                   |
| 4                                                 | 11.10.2006                                        | Kroatië − Engeland                                | 2 − 0                                             | EK-kwalificatie                                   |                                                   |
| 5                                                 | 15.11.2006                                        | Israël − Kroatië                                  | 3 − 4                                             | EK-kwalificatie                                   |                                                   |
| 6                                                 | 07.02.2007                                        | Kroatië − Noorwegen                               | 2 − 1                                             | Vriendschappelijk                                 |                                                   |
| 7                                                 | 24.03.2007                                        | Kroatië − Macedonië                               | 2 − 1                                             | EK-kwalificatie                                   |                                                   |
| 8                                                 | 02.06.2007                                        | Estland − Kroatië                                 | 0 − 1                                             | EK-kwalificatie                                   |                                                   |
| 9                                                 | 06.06.2007                                        | Kroatië − Rusland                                 | 0 − 0                                             | EK-kwalificatie                                   |                                                   |
| 10                                                | 22.08.2007                                        | Bosnië en Her. − Kroatië                          | 3 − 5                                             | Vriendschappelijk                                 |                                                   |
| 11                                                | 08.09.2007                                        | Kroatië − Estland                                 | 2 − 0                                             | EK-kwalificatie                                   |                                                   |
| 12                                                | 12.09.2007                                        | Andorra − Kroatië                                 | 0 − 6                                             | EK-kwalificatie                                   |                                                   |
| 13                                                | 13.10.2007                                        | Kroatië − Israël                                  | 1 − 0                                             | EK-kwalificatie                                   |                                                   |
| 14                                                | 16.10.2007                                        | Kroatië − Slowakije                               | 3 − 0                                             | Vriendschappelijk                                 |                                                   |
| 15                                                | 17.11.2007                                        | Macedonië − Kroatië                               | 2 − 0                                             | EK-kwalificatie                                   |                                                   |
| 16                                                | 21.11.2007                                        | Engeland − Kroatië                                | 2 − 3                                             | EK-kwalificatie                                   |                                                   |
| 17                                                | 06.02.2008                                        | Kroatië − Nederland                               | 0 − 3                                             | Vriendschappelijk                                 |                                                   |
| 18                                                | 26.03.2008                                        | Schotland − Kroatië                               | 1 − 1                                             | Vriendschappelijk                                 |                                                   |
| 19                                                | 24.05.2008                                        | Kroatië − Moldavië                                | 1 − 0                                             | Vriendschappelijk                                 |                                                   |
| 20                                                | 31.05.2008                                        | Hongarije − Kroatië                               | 1 − 1                                             | Vriendschappelijk                                 |                                                   |
| 21                                                | 08.06.2008                                        | Oostenrijk − Kroatië                              | 0 − 1                                             | EK-eindronde                                      |                                                   |
| 22                                                | 12.06.2008                                        | Kroatië − Duitsland                               | 2 − 1                                             | EK-eindronde                                      |                                                   |
| 23                                                | 16.06.2008                                        | Kroatië − Polen                                   | 1 − 0                                             | EK-eindronde                                      |                                                   |
| 24                                                | 20.06.2008                                        | Kroatië − Turkije                                 | 1 − 1                                             | EK-eindronde                                      |                                                   |
| 25                                                | 20.08.2008                                        | Slovenië − Kroatië                                | 2 − 3                                             | Vriendschappelijk                                 |                                                   |
| 26                                                | 06.09.2008                                        | Kroatië − Kazachstan                              | 3 − 0                                             | WK-kwalificatie                                   |                                                   |
| 27                                                | 10.09.2008                                        | Kroatië − Engeland                                | 1 − 4                                             | WK-kwalificatie                                   |                                                   |
| 28                                                | 11.10.2008                                        | Oekraïne − Kroatië                                | 0 − 0                                             | WK-kwalificatie                                   |                                                   |
| 29                                                | 15.10.2008                                        | Kroatië − Andorra                                 | 4 − 0                                             | WK-kwalificatie                                   |                                                   |
| 30                                                | 11.02.2009                                        | Roemenië − Kroatië                                | 1 − 2                                             | Vriendschappelijk                                 |                                                   |
| 31                                                | 01.04.2009                                        | Andorra − Kroatië                                 | 0 − 2                                             | WK-kwalificatie                                   |                                                   |
| 32                                                | 06.06.2009                                        | Kroatië − Oekraïne                                | 2 − 2                                             | WK-kwalificatie                                   |                                                   |
| 33                                                | 12.08.2009                                        | Wit-Rusland − Kroatië                             | 1 − 3                                             | WK-kwalificatie                                   |                                                   |
| 34                                                | 05.09.2009                                        | Kroatië − Wit-Rusland                             | 1 − 0                                             | WK-kwalificatie                                   |                                                   |
| 35                                                | 09.09.2009                                        | Engeland − Kroatië                                | 5 − 1                                             | WK-kwalificatie                                   |                                                   |
| 36                                                | 08.10.2009                                        | Kroatië − Qatar                                   | 3 − 2                                             | Vriendschappelijk                                 |                                                   |
| 37                                                | 14.10.2009                                        | Kazachstan − Kroatië                              | 1 − 2                                             | WK-kwalificatie                                   |                                                   |
| 38                                                | 14.11.2009                                        | Kroatië − Liechtenstein                           | 5 − 0                                             | Vriendschappelijk                                 |                                                   |
| 39                                                | 03.03.2010                                        | België − Kroatië                                  | 0 − 1                                             | Vriendschappelijk                                 |                                                   |
| 40                                                | 19.05.2010                                        | Oostenrijk − Kroatië                              | 0 − 1                                             | Vriendschappelijk                                 |                                                   |
| 41                                                | 23.05.2010                                        | Kroatië − Wales                                   | 2 − 0                                             | Vriendschappelijk                                 |                                                   |
| 42                                                | 26.05.2010                                        | Estland − Kroatië                                 | 0 − 0                                             | Vriendschappelijk                                 |                                                   |
| 43                                                | 11.08.2010                                        | Slowakije − Kroatië                               | 1 − 1                                             | Vriendschappelijk                                 |                                                   |
| 44                                                | 03.09.2010                                        | Letland − Kroatië                                 | 0 − 3                                             | EK-kwalificatie                                   |                                                   |
| 45                                                | 07.09.2010                                        | Kroatië − Griekenland                             | 0 − 0                                             | EK-kwalificatie                                   |                                                   |
| 46                                                | 09.10.2010                                        | Israël − Kroatië                                  | 1 − 2                                             | EK-kwalificatie                                   |                                                   |
| 47                                                | 12.10.2010                                        | Kroatië − Noorwegen                               | 2 − 1                                             | Vriendschappelijk                                 |                                                   |
| 48                                                | 17.11.2010                                        | Kroatië − Malta                                   | 3 − 0                                             | EK-kwalificatie                                   |                                                   |
| 49                                                | 09.02.2011                                        | Kroatië − Tsjechië                                | 4 − 2                                             | Vriendschappelijk                                 |                                                   |
| 50                                                | 26.03.2011                                        | Georgië − Kroatië                                 | 1 − 0                                             | EK-kwalificatie                                   |                                                   |
| 51                                                | 29.03.2011                                        | Frankrijk − Kroatië                               | 0 − 0                                             | Vriendschappelijk                                 |                                                   |
| 52                                                | 03.06.2011                                        | Kroatië − Georgië                                 | 2 − 1                                             | EK-kwalificatie                                   |                                                   |
| 53                                                | 10.08.2011                                        | Ierland − Kroatië                                 | 0 − 0                                             | Vriendschappelijk                                 |                                                   |
| 54                                                | 02.09.2011                                        | Malta − Kroatië                                   | 1 − 3                                             | EK-kwalificatie                                   |                                                   |
| 55                                                | 06.09.2011                                        | Kroatië − Israël                                  | 3 − 1                                             | EK-kwalificatie                                   |                                                   |
| 56                                                | 07.10.2011                                        | Griekenland − Kroatië                             | 2 − 0                                             | EK-kwalificatie                                   |                                                   |
| 57                                                | 11.10.2011                                        | Kroatië − Letland                                 | 2 − 0                                             | EK-kwalificatie                                   |                                                   |
| 58                                                | 11.11.2011                                        | Turkije − Kroatië                                 | 0 − 3                                             | EK-kwalificatie                                   |                                                   |
| 59                                                | 15.11.2011                                        | Kroatië − Turkije                                 | 0 − 0                                             | EK-kwalificatie                                   |                                                   |
| 60                                                | 29.02.2012                                        | Kroatië − Zweden                                  | 1 − 3                                             | Vriendschappelijk                                 |                                                   |
| 61                                                | 25.05.2012                                        | Kroatië − Estland                                 | 3 − 1                                             | Vriendschappelijk                                 |                                                   |
| 62                                                | 02.06.2012                                        | Noorwegen − Kroatië                               | 1 − 1                                             | Vriendschappelijk                                 |                                                   |
| 63                                                | 10.06.2012                                        | Kroatië − Ierland                                 | 3 − 1                                             | EK-eindronde                                      |                                                   |
| 64                                                | 14.06.2012                                        | Kroatië − Italië                                  | 1 − 1                                             | EK-eindronde                                      |                                                   |
| 65                                                | 18.06.2012                                        | Kroatië − Spanje                                  | 0 − 1                                             | EK-eindronde                                      |                                                   |

### Lokomotiv Moskou
Op 14 mei 2012 maakte Bilić bekend dat hij een driejarig contract had gesloten met de Russische voetbalclub Lokomotiv Moskou en dat hij na het Europees kampioenschap voetbal 2012 officieel aan de slag ging als hoofdtrainer in Moskou. Hij werd opgevolgd door zijn oud-ploeggenoot Igor Štimac, die werd aangewezen als de nieuwe bondscoach van de nationale ploeg.

### Beşiktaş JK
In juni 2013 vertrok Bilić bij Lokomotiv Moskou. In dezelfde maand vond de Kroaat weer een nieuwe werkgever, de Turkse voetbalclub Beşiktaş JK. Beşiktaş JK maakte ook het salaris van Bilić bekend voor de komende 3 jaar; 4,7 miljoen euro. Bilić werd in september 2013 voor drie wedstrijden geschorst, wegens zijn gedrag tijdens de derby tegen Galatasaray SK. Nadat Beşiktaş JK met 2-0 verloor in de derby tegen rivaal Galatasaray in mei 2015, kondigde de Kroaat zijn vertrek bij de Turkse club aan. Na afloop verklaarde Bilić dat het zijn schuld was dat Beşiktaş JK twee jaar op rij de titel niet won.

### West Ham United
Op dinsdag 9 juni 2015 werd bekend dat Bilić een driejarig contract had getekend bij West Ham United, de club waar hij als speler één seizoen onder contract stond. "Ik ben heel blij met mijn terugkomst. Het werken in de Premier League, een van de beste competities ter wereld, is een mooie uitdaging. Ik herinner West Ham als een speciale club, een echte cultclub", zei Bilić, die de opvolger was van de vertrokken Sam Allardyce. In augustus 2015 won West Ham United FC met 0-3 van Liverpool. Bilić werd hiermee de eerste trainer van West Ham United FC die op Anfield won sinds 1963. Bilić werd voor de maand september genomineerd voor beste trainer van de maand in de Premier League. Trainers als Louis van Gaal, Roberto Martínez Montoliú en Mauricio Pochettino waren ook genomineerd voor de prijs. Bilić eindigde in zijn eerste seizoen uiteindelijk op de zevende plaats met The Hammers.
Bilić kreeg zijn ontslag bij The Hammers op maandag 6 november 2017. De Kroaat moest het veld ruimen na de matige competitiestart in het seizoen 2017/18: negen punten uit elf wedstrijden, goed voor de 18de plaats op de ranglijst. Hij werd een dag later opgevolgd door David Moyes.

### Al-Ittihad
Op 27 december 2018 werd Bilić aangesteld als hoofdtrainer bij Al-Ittihad. Na slechts 5 maanden werd hij op 29 februari 2019 bedankt voor zijn diensten en ontslagen. Hij had een teleurstellende reeks neergezet met slechts 4 overwinningen in 17 wedstrijden bij de Saoedische club.

### West Bromwich Albion
Op 13 juni 2019 werd Bilić aangesteld als hoofdtrainer bij destijds eerstedivisionist West Bromwich Albion, waar hij een contract tekende tot medio 2021. In zijn eerste seizoen bij de club wist de Kroaat direct promotie naar het hoogste Engelse niveau af te dwingen. West Brom eindigde op de 2e plaats, goed voor rechtstreekse promotie. Op 16 december 2020 werd hij de laan uitgestuurd vanwege tegenvallende resultaten in de strijd om handhaving op het hoogste niveau.

## Erelijst
HNK Hajduk Split
- Joegoslavische voetbalbeker (1): 1991
- 1. Hrvatska Nogometna Liga (1991-2022) (1): 1992
- Kroatische voetbalbeker (2): 1992, 2000

 Kroatië
- Wereldkampioenschap voetbal 3e plaats (1): 1998

## Trivia
- Bilić speelt in een rockband genaamd Rawbau.